# Малокарачаєвський район

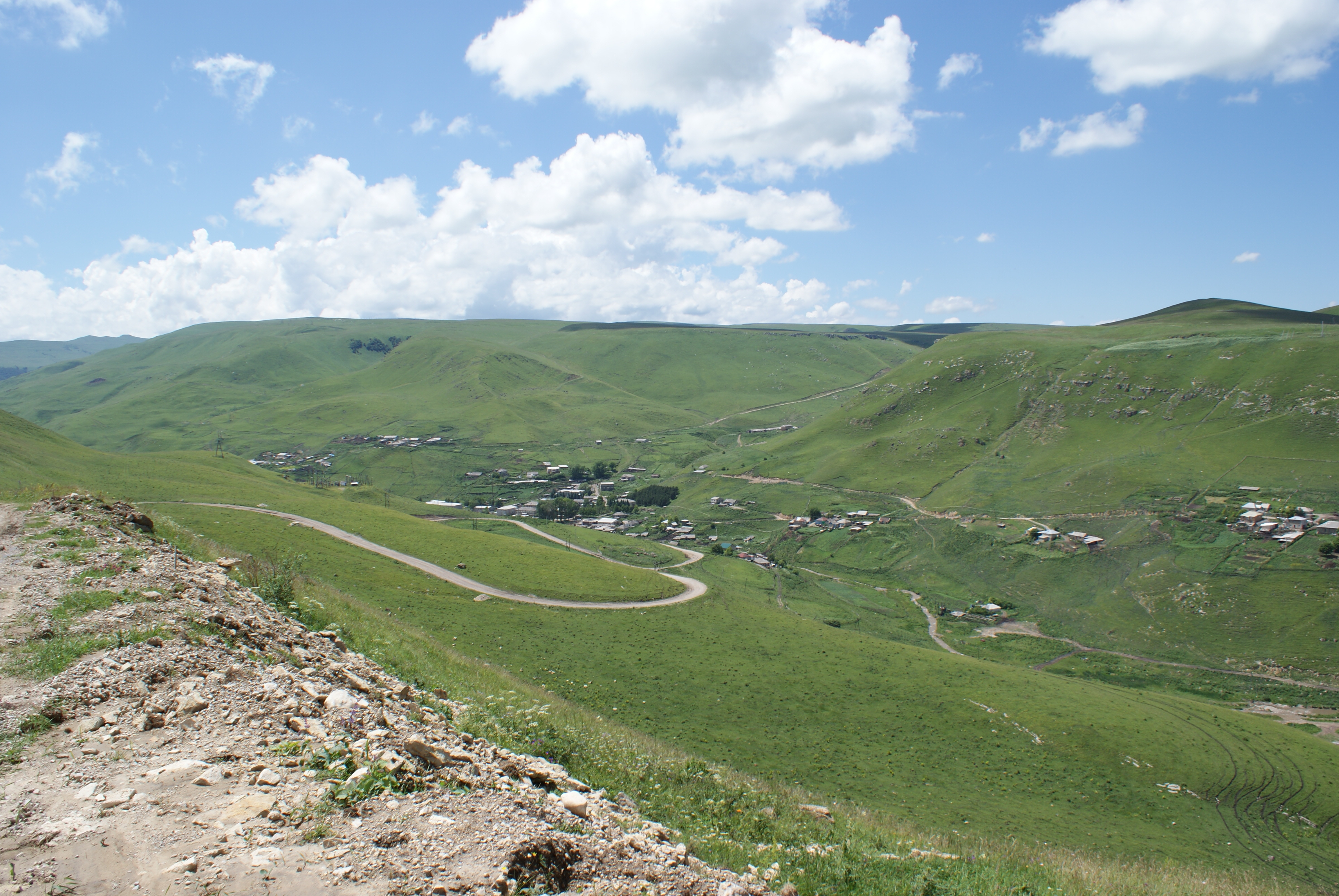
Типовий ландшафт Малокарачаевского району

Малокарачаєвський район (карач.-балк. Гитче Къарачай район, кабард. Къэрэшей цӀыкӀу къедзыгъуэ
) - адміністративний район у складі Карачаєво-Черкеської Республіки.
Адміністративний центр - село Учкекен.

## Географія

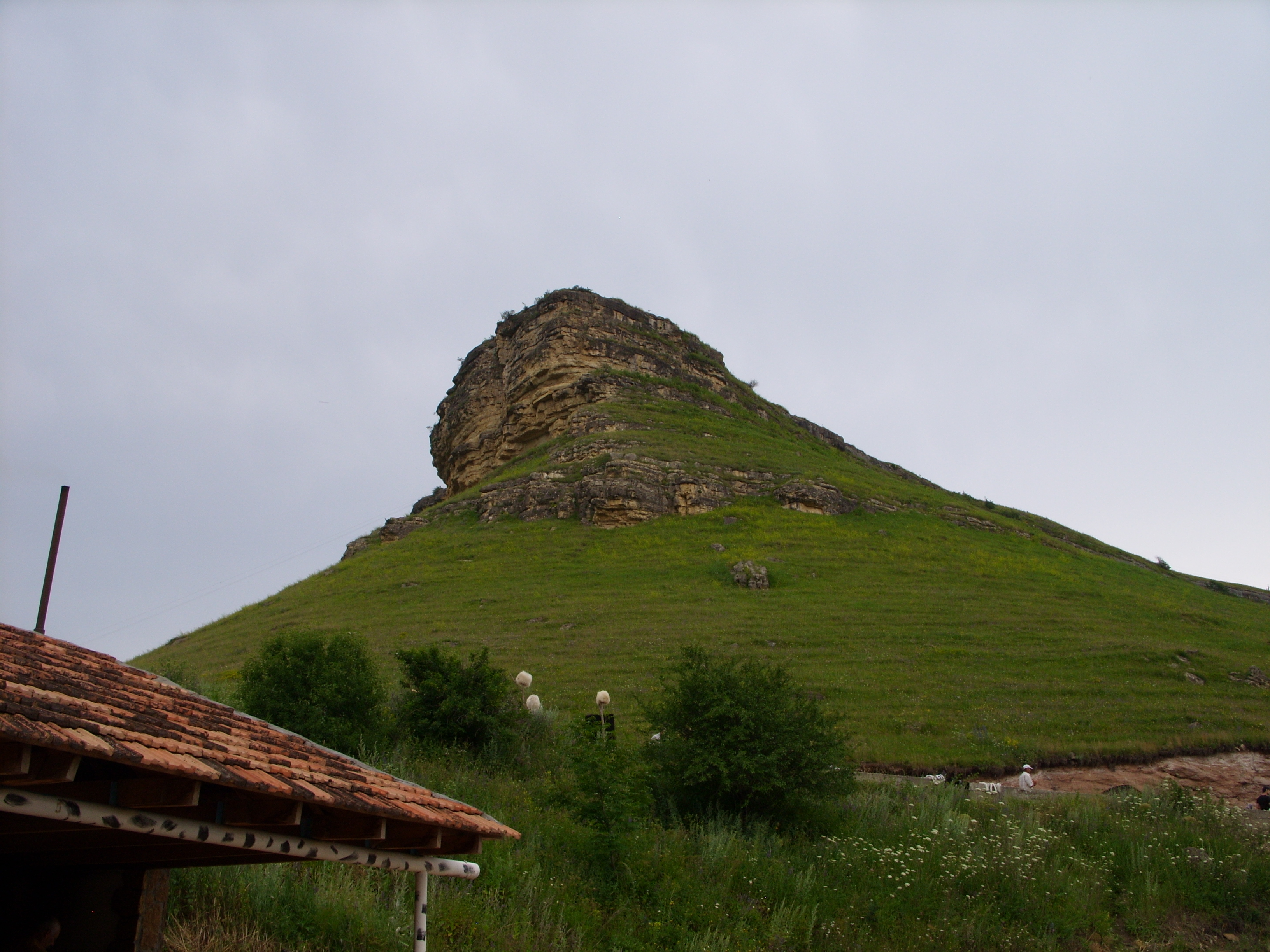
Гора біля Медових водоспадів

Площа району - 1,365 тис. км².

## Історія
Малокарачаєвський район було утворено у 1922 році і поряд з іншими районами входив до складу Ставропольського краю. На той період районним центром було місто Кисловодськ. В 1957 році, після утворення Карачаєво-Черкеської автономної області, центр району перемістився в село Учкекен.

## Населення
Населення - 43 543 осіб.
Національний склад населення:
| Народ               | Чисельність в 2002 році, людина | Чисельність в 2010 у, человек |
| ------------------- | ------------------------------- | ----------------------------- |
| Карачаївці          | 33428 (84,7%)                   | 37643 (87,49%)                |
| Абазинці            | 3396 (8,6%)                     | 3373 (7,84%)                  |
| Росіяни             | 1124 (2,8%)                     | 939 (2,18%)                   |
| Кабардинці          | н/д                             | 302 (0,70%)                   |
| Ногаї               | 137 (0,3%)                      | 114 (0,26%)                   |
| Лакці               | н/д                             | 62 (0,14%)                    |
| Чеченці             | н/д                             | 60 (0,14%)                    |
| Татари              | н/д                             | 43 (0,10%)                    |
| Черкеси             | 35 (0,1%)                       | 40 (0,09%)                    |
| Узбеки              | н/д                             | 37 (0,09%)                    |
| Аварці              | н/д                             | 30 (0,07%)                    |
| Азербайджанці       | н / д                           | 30 (0,07%)                    |
| Українці            | 75 (0,2%)                       | 27 (0,06%)                    |
| Інші національності | 1261 (3,2%)                     | 324 (0,75%)                   |

## Пам'ятки
На території району знаходиться багато природних і культурно-історичних туристичних пам'яток:
- Медові водоспади
- Рим-гора